# Alexandra Potvin
Alexandra Hilde Ronalda Potvin [uitspraak: 'ɑlɛgzɑndrɑ pɔt'vɛ] (20 maart 1966) is een Vlaams presentatrice op radio en televisie, en voormalig omroepster.

## Loopbaan
In de jaren negentig, presenteerde Potvin in 1992 mee het tweede seizoen van De Sleutels van Fort Boyard, van 1993 tot 1996 was Potvin de presentator van Eurosong, in duo met onder meer Hans Otten en Michel Follet. Met Follet presenteerde ze ook de Hitkwis.  In 1995 presenteerde ze Vlaams en Goed, een muziekprogramma rond Vlaamse artiesten. Met Jan Bosman presenteerde ze van 1999 tot 2001 in twee seizoenen negentig wekelijkse afleveringen van Hitkracht. Daarnaast was ze televisieomroepster, van 1994 tot 1997 voor TV2 en van 1998 tot 2000 voor TV1.  Als radiopresentatrice was ze actief voor Donna en sinds de start van Joe in 2009 voor deze laatste zender waar ze startte met het ochtendblok met Raf Van Brussel en doorheen de jaren meerdere programma's had.

## Persoonlijk leven
Potvin was enkele jaren de partner van zangeres en presentatrice Yasmine en had later ook een relatie met de actrice Anke De Ridder.
Huidig (anno 2025):
Jan Bosman · Anke Buckinx · Alain Claes · Rani De Coninck · Evi Geysels · Tess Goossens · Kris Mannaerts · Sven Ornelis · Alexandra Potvin · Carl Schmitz · Kenneth Stevens · Raf Van Brussel · Ann Van Elsen · Brecht Vanmeirhaeghe · Lenke Van Olmen · Heidi Van Tielen · Kris Wauters
Voormalig:
Luk Alloo (2016–2017) · Born Crain (2017–2020) · Herbert Bruynseels (2009–2017) · Jelle Cleymans (2011, 2022) · Chloé De Bie (2021–2024) · Nathalie Delporte (2014–2019) · Leen Demaré (2009–2019) · Leen Dendievel (2023) · Bart-Jan Depraetere (2020–2025) · Yves De Wolf (2021–2023) · Truus Druyts (2009–2017) · Els De Craecker (2009–2017) · Sophie Dewaele (2009–2010) · Michel Follet (2009–2016) · Bert Geenen (2009–2011) · Evy Gruyaert (2023) · Evi Hanssen (2017–2021) · Johan Henneman (2009) · Joris Hessels (2021) · Anne Paulissen (2018–2023) · Kathy Pauwels (2009–2010) · Laurens Pays (2013–2016) · Sofie Santermans (2011–2020) · Tony Talboom (2012–2016) · Jo Van Belle (2013–2016) · Dieter Vandepitte (2022–2023) · Dominique Van Malder (2021) · Elke Van Mello (2011–2021) · Bjorn Verhoeven (2012–2018) · Peter Verhoeven (2018–2019) · Robin Vissenaekens (2012–2016)
Huidig (anno 2023):
Ulrike D'hauwer · Liam D'hert · Dorothee Dauwe · Tom De Cock · Jana De Wilde · Vincent Fierens · Yoren Linsen · Maxine Janssens · Nils Melckenbeeck · Loore Nelen · Regi Penxten · Jolien Roets · Emma Salden · Jan Thans · Maarten Vancoillie · Matthias Vandenbulcke · Paulien Van der Jeugt · Naomi Vanderpoorten · Vincent Vangeel · Liam Van Haverbeke · Dimitri Wouters
Voormalig (2001–2023):
Dorianne Aussems (2013–2014) · Rik Boey (2010–2013, 2015–2017) · Born (2015–2017) · Herbert Bruynseels (2001–2009) · Anke Buckinx (2007–2016) · Bab Buelens (2020) · Armin van Buuren (2021–2022) · Marcia Bwarody (2013–2017) · Joren Carels (2018–2020) · Séverine Champeaux (2013–2015) · Sam De Bruyn (2015–2020) · Erwin Deckers (2001–2008) · Jolien De Greef (2015) · Anneke De Keersmaeker (2002) · Felice Dekens (2011–2022) · Frederika Del Nero (2011–2012) · Nathalie Delporte (2001–2014) · Serge De Marre (2004–2015) · Eline De Munck (2012–2014) · Bart-Jan Depraetere (2001–2019) · Dries De Vis (2019–2020) · Inge De Vogelaere (2017–2020) · Sean Dhondt (2015–2023) · Elien D'hooge (2019–2021) · Yasmina El Messaoudi (2014–2015) · Evi Geysels (2010–2018) · Elizabeth Gesels (2016) · Violette Goemans (2015–2017) · Jenno Hallaert (2012–2015) · Wine Lauwers (2011–2019) · An Lemmens (2015–2019) · Kris Mannaerts (2006–2011) · Kristin Moers (2002–2003) · Marie Monballiu (2014–2021) · Sarah Mylle (2016–2020) · Johan Notebaert (2001–2002) · Wim Oosterlinck (2006–2020) · Sven Ornelis (2001–2016) · Hans Otten (2002–2003) · Xander Peeters (2011–2013) · Astrid Philips (2011–2014) · Elke Plancke (2012–2013) · Jarne Ponet (2023) · Alexandra Potvin (2001–2009) · Jarne Rediers (2021-2023) · Kürt Rogiers (2008–2015) · Thomas Rottier (2021-2023) · Carl Schmitz (2001–2014) · Elias Smekens (2013–2018) · Kenny Smet (2006–2011) · Toon Smet (2015–2018) · Sara Steegen (2011–2012) · Kenneth Stevens (2006–2016) · Loïc Thaler (2015-2016, 2018-2022) · Shalini Van den Langenbergh (2014–2018) · Julie Van den Steen (2021) · Joke van de Velde (2013–2015) · Elke Vanelderen (2005–2006) · Arne Vanhaecke (2015–2016) · Maureen Vanherberghen (2016–2023) · Elke Van Mello (2008–2010) · Francesca Vanthielen (2001–2002) · Erika Van Tielen (2006–2008) · Heidi Van Tielen (2015–2018) · Bjorn Verhoeven (2001–2012) · Peter Verhoeven (2001–2018) · Steffi Vertriest (2013–2015) · Kristien Wollants (2018–2020)
Laatste (per 2 januari 2009):
Joyce Beullens · Tom De Cock · Sebastian Decrop · Evy Gruyaert · Johan Henneman · Mark Heyninck · Anneleen Liégeois · Kris Luyten · Caren Meynen · Dave Peters · Marc Pinte · Thibaut Renard · Ann Reymen · Ben Roelants · Benjamien Schollaert · Elias Smekens · Stijn Smets · Lotte Stevens · Ann Van Elsen · Brecht Vanmeirhaeghe · Sofie Van Moll · David Van Ooteghem
Geschiedenis (1992–2009):
Jan Bosman · Ben Crabbé · Dominique Crommen · Erwin Deckers · Steve De Coninck-De Boeck · Kevin De Geest · Leen Demaré · Bart De Prez · Margot Derycke · Marc Deschuyter · Els Ermens · Michel Follet · Anne Gies · Jeroen Gorus · Walter Grootaers · Kristof Hayen · Geert Hoste · Mark Lefever · Kristien Maes · Kris Mannaerts · Luc Mertens · Johan Notenbaert · Sven Ornelis · Jaak Pijpen · Alexandra Potvin · Katja Retsin · Fien Sabbe · Bart Saerens · Mieke Scheldeman · Cara Van der Auwera · Iris Van Impe · Birgit Van Mol · Rob Vanoudenhoven · Evert Venema · Sofie Verbruggen · Ronald Verhaegen · Peter Verhulst · Jean Vijdt · Robin Vissenaekens · Albrecht Wauters · Niels William · Yasmine